# والتر غوس
والتر غوس (بالإنجليزية: Walter Goss)‏ هو مهندس الصوت أمريكي، ولد في 21 يوليو 1928 في سان بيرناردينو في الولايات المتحدة، وتوفي في 26 يوليو 2012.

## وصلات خارجية
- والتر غوس على موقع IMDb (الإنجليزية)
- والتر غوس على موقع قاعدة بيانات الفيلم (الإنجليزية)